# Erigone crosbyi
Erigone crosbyi är en spindelart som beskrevs av Schenkel 1950. Erigone crosbyi ingår i släktet Erigone och familjen täckvävarspindlar. Inga underarter finns listade i Catalogue of Life.